# Lytta quadrimaculata
Lytta quadrimaculata är en skalbaggsart som först beskrevs av Louis Alexandre Auguste Chevrolat 1834.  Lytta quadrimaculata ingår i släktet Lytta och familjen oljebaggar. Inga underarter finns listade i Catalogue of Life.